# Gurrelieder
Gurrelieder (Canciones de Gurre) es un ciclo de canciones compuesto por Arnold Schönberg (1874-1951) al comienzo de su carrera. Requiere monumentales fuerzas para su ejecución, por ello sus lecturas son poco frecuentes.
Basado en textos del poeta danés Jens Peter Jacobsen y traducido al alemán por Robert Franz Arnold, este oratorio con canciones para cinco voces, narrador, coros y orquesta está compuesto en el primer estilo del compositor, antes del dodecafonismo y fuertemente influenciado por Wagner y Mahler.
La primera parte fue terminada en 1901 y la segunda en 1911, ambas difieren completamente en estilo mostrando la evolución de Schönberg hacia la dodecafonía.
Franz Schreker lo estrenó en Viena en 1913 y Leopold Stokowski hizo el primer registro integral en 1932.

## Instrumentación
El Gurrelieder consta de una gran orquesta, coro y solistas, como se detalla a continuación:
| Maderas: - 4 flautines - 4 flautas - 3 oboes - 2 cornos ingleses - 2 clarinetes en mi bemol (también tocan clarinetes en la) - 3 clarinetes en la (también tocan clarinetes en si bemol) - 2 clarinetes bajo en la (también tocan clarinetes bajo en si bemol y clarinetes en la) * - 3 fagotes - 2 contrafagotes | Metales: - 10 trompas en fa (4 cambian a tubas Wagner: 2 tubas tenor en mi bemol y 2 tubas bajo en si bemol) - 6 trompetas en fa, si bemol y do - 1 trompeta baja en mi bemol - 1 trombón alto - 4 trombones tenor-bajo - 1 trombón bajo en mi bemol - 1 trombón contrabajo - 1 tuba contrabaja en do | Percusión: - 6 timbales en mi bemol, fa, si bemol, la bemol, re y sol - Tambor tenor (napoleón) - Platillos - Triángulo - Glockenspiel - Caja clara - Bombo - Xilofón - Matraca - Grandes cadenas de hierro - Tam-tam | Teclados: - Celesta Cuerdas: - Violines I - Violines II - Violas - Violonchelos - Contrabajos - 4 arpas | Voces: Solistas: - Waldemar (tenor) - Tove (soprano) - Waldtaube (mezzo-soprano o alto) - Bauer (bajo) - Klaus-Narr (tenor) - Narrador Coro: - 3 coros masculinos a 4 voces - Coro mixto a 8 voces |

* En total, son 7 clarinetes en la que llegan a tocar simultáneamente.

## Discografía de referencia
- Jeanette Vreeland; Rose Bampton, Paul Althouse, Abrasha Robovsky; Benjamin De Loache Leopold Stokowski, Philadelphia Orchestra, 1932.
- Ferry Grüber, Morris Gesell, Richard Lewis, Nell Tangeman, John Riley, René Leibowitz Paris New Symphony Society Orchestra, 1953.
- Martina Arroyo, Janet Baker, Alexander Young, Janos Ferencsik, Danish State Radio Symphony Orchestra, Danish Radio C, 1959.
- Inge Borkh, Hertha Töpper, Lorenz Fehenberger, Kieth Engen, Lorenz Fiedler, Rafael Kubelík , Orquesta Sinfónica de la Radio de Baviera, 1965.
- Marita Napier , Yvonne Minton, Kenneth Bowen, Jess Thomas, Siegmund Nimsgern, Pierre Boulez, London Ph, BBC Choral. 1975
- Jessye Norman, Tatiana Troyanos, Werner Klemperer, James McCracken, Seiji Ozawa, Tanglewood Chorus, Boston Symphony Orchestra. 1979
- Susan Dunn, Brigitte Fassbaender, Siegfried Jerusalem, Hermann Becht, Hans Hotter, Riccardo Chailly, Berlín Radio Symph. O. 1985
- Eva Marton, Florence Quivar, Gary Lakes, Hans Hotter, Jon Garrison, John Cheek, Zubin Mehta, New York Philharmonic, 1991.
- Sharon Sweet, Marjana Lipovsek, Siegfried Jerusalem, Claudio Abbado, A. Schönberg Ch, Slovak Phil Chor, Vienna State Op Chor, VPO. 1992
- Deborah Voigt, Jennifer Larmore, Thomas Moser, Bernd Weikl, Kenneth Riegel, K.M.Brandauer, Giuseppe Sinopoli, Dresden Staastkapelle, 1996.
- Karita Mattila, Anne Sofie von Otter, Thomas Moser, Philip Langridge, Thomas Quasthoff, Simon Rattle,Berlín Philharmonic, Ernst Senff Choir. 2002
- Melanie Diener, Stephen O'Mara, Jennifer Lane, David Wilson-Johnson, Martyn Hill, Ernst Haefliger, Robert Craft, Philharmonia Orchestra. 2004
- Melanie Diener, Charlotte Hellekant, Nikolai Schukoff, Francisco Vas, José Antonio López, Barbara Sukowa, Josep Pons, Joven Orquesta Nacional de España y Cataluña, Cor Lieder Càmera,  Cor Madrigal, Orfeón Catalán, Polifónica de Puig-reig 2008 DVD - Deutsche Grammophon.